# Franjo Šeper
Franjo Šeper (Osijek, 2 oktober 1905 - Rome, 30 december 1981) was een Kroatisch prelaat van de Katholieke Kerk.
Šeper studeerde aan het diocesaan seminarie van Zagreb en aan de Pauselijke Gregoriaanse Universiteit in Rome. Op 26 oktober 1930 werd hij samen met zijn landgenoot Aloysius Stepinac priester gewijd. Hij werd in 1960 aartsbisschop van Zagreb. In 1965 werd hij kardinaal gecreëerd. Hij kreeg daarbij de Santi Pietro e Paolo a Via Ostiense als titelkerk. Van 1968 tot 1981 was hij prefect van de Congregatie voor de Geloofsleer.
Tijdens zijn ambtsperiode als prefect van de Congregatie voor de geloofsleer verschenen onder andere de volgende doctrinaire documenten:
- Mysterium Ecclesiæ[1].
- Verklaring over abortus[2]
- Persona humana, Verklaring over enkele kwesties aangaande de seksuele ethiek[3]
- Verklaring over euthanasie[4]
- Pastoralis actio (over de kinderdoop)[5].

Šeper reageerde ook op de geschriften van de Zwitserse professor Hans Küng en de Vlaamse dominicaan Edward Schillebeeckx.
Kardinaal Šeper stierf op 29 december 1981 op 76-jarige leeftijd, een maand nadat hij zijn functie neerlegde als prefect van de Congregatie voor de Geloofsleer. Hij werd opgevolgd door de Duitse aartsbisschop Ratzinger.